# 鷹司冬経
鷹司 冬経（たかつかさ ふゆつね）は、鎌倉時代末期の公卿。関白・鷹司兼忠の次男。官位は正二位・権大納言。

## 経歴
弘安6年（1283年）、鷹司兼忠の次男として誕生。永仁3年（1295年）12月9日、従三位に叙される。弟・基教を養子とする。
元応元年（1319年）薨去。

## 系譜
- 父：鷹司兼忠（1262-1301）
- 母：近衛基平娘
- 妻：不詳
- 養子
  - 男子：鷹司基教 - 鷹司兼忠の子